# Andreas Dibowski
Andreas Dibowski, född den 29 mars 1966 i Hamburg i dåvarande Västtyskland, är en tysk ryttare.
Han tog OS-guld i lagtävlingen i fälttävlan i samband med de olympiska ridsporttävlingarna 2008 i Peking.